# Felix Burmeister
Felix Burmeister (Würzburg, 9 marzo 1990) è un ex calciatore tedesco, di ruolo difensore.

## Carriera
Ha giocato in totale 33 partite nella seconda divisione tedesca.

## Palmarès

### Club

#### Competizioni nazionali
- 3. Liga: 1

Arminia Bielefeld: 2014-2015